# هرودوتوس جیورجالاس
هرودوتوس جیورجالاس (به انگلیسی: Herodotus Giorgallas) ژیمناست زادهٔ ۱۴ دسامبر ۱۹۷۷ میلادی اهل کشور قبرس است.